# Kloster Marienstuhl

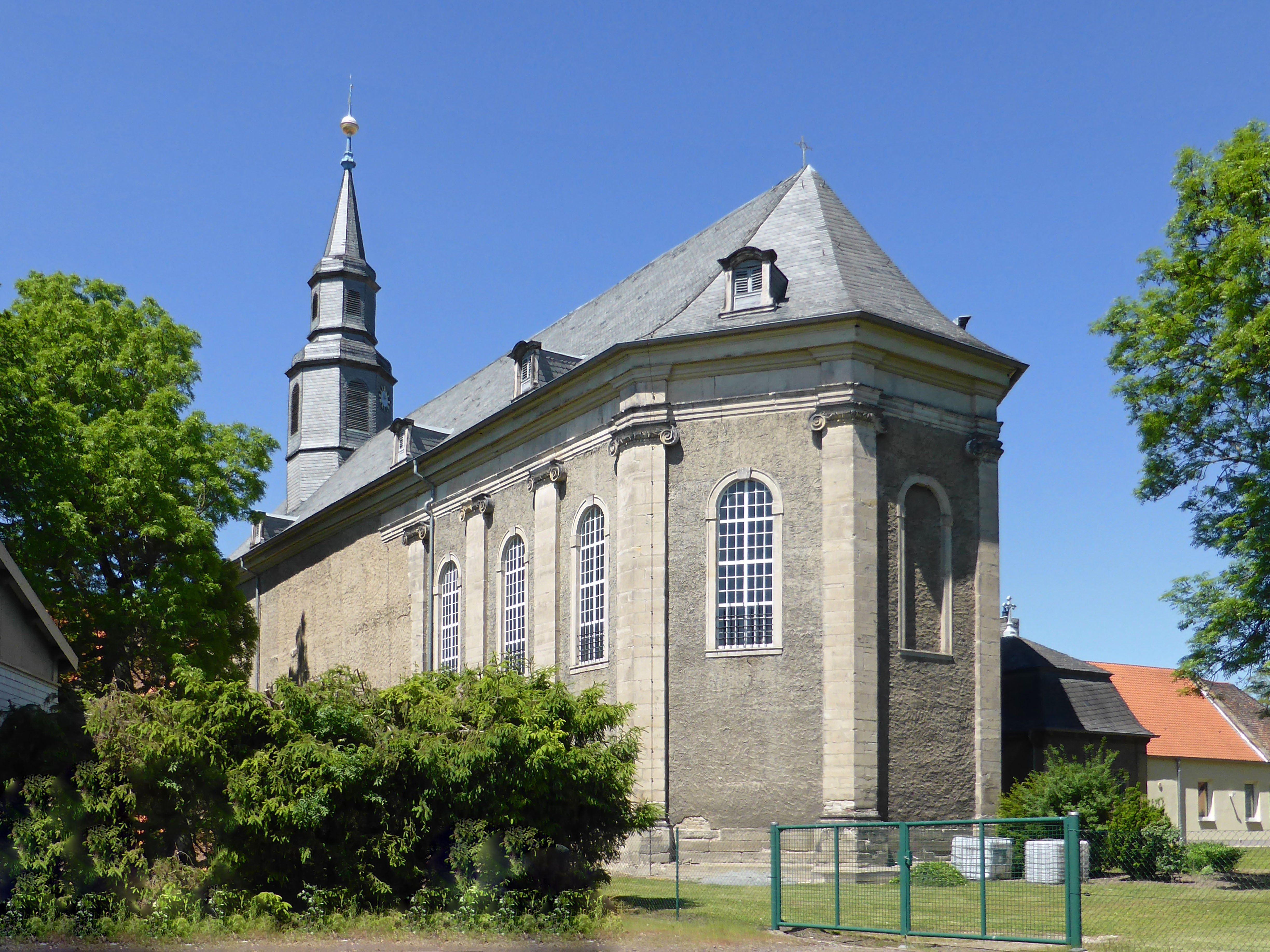
Ehemalige Klosterkirche

Das Kloster Marienstuhl (Sedis S. Marie) vor Egeln war ein Zisterzienserinnenkloster im heutigen deutschen Bundesland Sachsen-Anhalt.

## Geschichte
Der Edelherr Otto von Hadmersleben stiftete auf Veranlassung seiner Gemahlin, Jutta von Blankenburg, am 14. März 1259 das Kloster Marienstuhl, damit dort gottgeweihte Jungfrauen nach der Regel des heiligen Bernhard von Clairvaux im Orden von Zisterz dienen sollen. Die erste Äbtissin war Mechthild von Blankenburg, die Schwester der Gräfin Jutta. Die heute noch erhaltenen Gebäude des ehemaligen Zisterzienserinnenklosters Marienstuhl wurden in den Jahren 1696–1734 errichtet;
Durch umfangreiche Stiftungen erlangte das Kloster bald wirtschaftliche Unabhängigkeit. Da die Ordensregel der Zisterzienser, neben Andacht und Gebet, auch Gartenarbeit vorschreibt, wurden vom Kloster Ackerbau und Viehzucht betrieben. Daneben gab es noch eine Heilkräuterzucht, eine Apotheke, ein Siechenhaus, eine Paramentenstickerei, die Klosterschule sowie Fischerei, Brauerei, Meierei und Bäckerei.
Mit Einführung der Reformation im Jahre 1547 wurde die Stadt Egeln evangelisch, die Pröpste und ein Teil der Nonnen neigten dem Luthertum zu, das Kloster hielt jedoch am alten Glauben fest. In den Jahren 1577 bis 1730 wurde die Klosterkirche von der evangelischen Altemarkt-Gemeinde mitbenutzt.
Als Klosterzögling lebte hier von 1630 bis 1633 Anna Margareta von Haugwitz, die durch ein Massaker der kaiserlichen Truppen in Calbe (Saale) im Alter von acht Jahren zur Vollwaise geworden war. Als der schwedische Feldherr Johann Banér einige Zeit seit 1632 im Renaissanceschloss Egeln residierte, erfuhr eine Dame aus seinem Gefolge, die verwitwete Gräfin Elisabeth Juliane von Löwenstein-Scharfeneck, geborene Gräfin von Erbach (Erpach), von dem Schicksal, nahm das Mädchen aus dem Kloster und als eigene Pflegetochter an.
Im Alter von 18 Jahren heiratete Anna Margareta einen Unterführer Banérs, den 27-jährigen schwedischen General, späteren Reichsmarschall und Grafen von Salmis, Karl Gustav Wrangel.
Unter der Äbtissin Maria Zeiseler und dem Propst Christoph Jordan wurde in den Jahren 1696–1719 der gesamte Klosterkomplex einschließlich Wirtschaftsgebäuden und Klostermauer neu errichtet. Im Jahre 1730 wurde dann, unter der Äbtissin Katharina Musäus, für die evangelische Gemeinde von Altemarkt eine neue Kirche gebaut (jetzt Katharinenkapelle am Friedhof) und danach wurde auch der Neubau der Klosterkirche begonnen. Hierzu wurde die alte gotische Klosterkirche bis auf die Grundmauern abgetragen, und um ein Drittel vergrößert wieder aufgebaut, so dass sie nach Osten hin aus dem Klausurquadrum herausragte. Der 1732 unter der Äbtissin Katharina Musäus begonnene Bau wurde 1734 unter der Äbtissin Anna Margaretha Müller vollendet. Bis 1738 hatten die Künstler zu tun, um die noch heute erhaltene einzigartige barocke Inneneinrichtung fertigzustellen. Auf der Nonnenempore befindet sich eine gotische Marienstatue (um 1450), die als Gnaden- und Wallfahrtsmadonna für Pilger ihre Bedeutung hat. In der Unterkirche befindet sich ein gotisches Altarkreuz (um 1330), eine spätromanische Sandsteinmadonna (um 1260), eine Pietà (um 1450) und ein Renaissance-Taufstein (1605). Zur Ausstattung gehören Kelche, Monstranzen (u. a. 1728) und Messgewänder aus dem 18.–20. Jahrhundert.
1769 erhielt das Kloster für seine Bereitwilligkeit, dreißig Häuser für aus Frankreich vertriebene Hugenotten zu erbauen, vom König Friedrich II. endgültig die Erlaubnis der freien Propstwahl und der katholischen Seelsorgetätigkeit für die Stadt Egeln und Umgebung.
Per Dekret des Königs von Westphalen, Jérôme Bonaparte, vom 13. Mai 1809 wurde die Auflösung folgender Klöster angeordnet, Kloster Marienstuhl vor Egeln, Kloster Wöltingerode bei Vienenburg, St. Burchardi in Halberstadt, Kloster Adersleben bei Wegeleben, Teistungenburg im Eichsfeld und Kloster Hadmersleben und zur Füllung seiner Kriegskasse verkauft und zugleich festgelegt, dass die Konventualinnen und Laienschwestern in die übrigen, noch bestehenden Nonnenklöster versetzt werden sollten.

## Gegenwart

### Gebäude und Archiv
Die Klosterkirche blieb als St.-Marien-Kirche der katholischen Gemeinde erhalten und wurde in den Jahren 1961–1989 und 2002 umfassend restauriert und ist ein Anziehungspunkt für Gottesdienstbesucher und Kunstkenner.
Seit Juli 2005 ist die Klosterkirche Stationskirche des St.-Jakobus-Pilgerweges durch Sachsen-Anhalt. Die alte Orgel wurde durch den Orgelbauer Ernst Röver 1892 zum Teil erneuert und hat 28 klingende Register mit 1783 Pfeifen und gehört mit zu den ältesten Orgeln im Bistum Magdeburg.
Das umfangreiche Klosterarchiv befindet sich nach einem 2004 erfolgten Beständeaustausch zwischen dem Niedersächsischen Staatsarchiv Wolfenbüttel und dem Landeshauptarchiv Sachsen-Anhalt in der Abteilung Magdeburg des letzteren, die Klosterbibliothek ist auf der Huysburg bei Halberstadt eingelagert (dorthin begaben sich einige Nonnen nach der Auflösung des Klosters).
Das Klostergelände mit Propstei, Klausurgebäude, Stallanlagen und Freiflächen (insgesamt 40.000 m²) befindet sich in privatem Besitz.

### Pfarrei und Dekanat
Die dem Kloster Marienstuhl inkorporierte katholische Pfarrei blieb auch nach der im Zuge der Säkularisation erfolgten Auflösung des Klosters im frühen 19. Jahrhundert weiter bestehen.
Nachdem sich im Zuge der Industrialisierung von Mitte des 19. Jahrhunderts an die Zahl der Katholiken im Raum Egeln durch Zuwanderung aus katholischen Gebieten wie dem Eichsfeld sowie aus Schlesien und Polen erheblich vergrößert hatte, errichtete Bischof Konrad Martin am 23. April 1867 das Dekanat Egeln, zu dem neben der Pfarrei Egeln mit seiner inzwischen gegründeten Filialgemeinde Bahrendorf zunächst auch die Pfarreien Aschersleben, Calbe, Hadmersleben, Hamersleben mit seiner Filialgemeinde Hötensleben, Meyendorf mit seiner Filialgemeinde Wanzleben und Staßfurt gehörten.
Zeitweise gehörten Calbe später zum Dekanat Magdeburg und Hamersleben zum Dekanat Halberstadt. 1924 wurde das Dekanat Oschersleben errichtet, in das einige Pfarreien aus dem Dekanat Egeln ausgegliedert wurden. 1953 folgte die Errichtung des Dekanats Bernburg, an welches das Dekanat Egeln ebenfalls einige Pfarreien abgab. Aufgrund der geringer werdenden Katholikenzahl wurden am 1. September 1996 die Dekanate Bernburg und Oschersleben wieder aufgelöst und deren Pfarreien in das Dekanat Egeln eingegliedert.
Am 15. Dezember 2007 wurde vom Bistum Magdeburg der Gemeindeverbund Staßfurt – Egeln – Wolmirsleben – Hecklingen – Westeregeln errichtet, der die Pfarrei St. Marien in Egeln sowie die Pfarreien St. Marien in Staßfurt und St. Johannes Baptist in Wolmirsleben sowie die Pfarrvikarien Herz Jesu in Hecklingen und St. Mechthild in Westeregeln umfasste. Damals gehörten zur Pfarrei Egeln rund 500 Katholiken. Am 2. Mai 2010 entstand aus diesem Gemeindeverbund die heutige Pfarrei St. Marien, Staßfurt-Egeln.